# 金铺镇
金铺镇，是中华人民共和国河南省驻马店市汝南县下辖的一个乡镇级行政单位。

## 行政区划
金铺镇下辖以下地区：
金铺社区、姚寨村、潘湾村、前张村、刘门村、金赵村、老金村、耿庄村、小邱村、高庄村、大吴村、霍寨村、陈庄村、康庄村、李庄村、宋寨村、俄庄村和徐庄村。